# Перед рассветом (фильм, 1961)
«Перед рассветом» (арм.: Արևածագից առաջ) — советский фильм 1961 года режиссёра Григория Мелик-Авакяна по новеллам Акселя Бакунца.

## Сюжет
По новеллам Акселя Бакунца «Девушка Хонар», «Письмо русскому царю», «Оранджиа», «Белый конь».
Накануне Революции 1917 года в глухую армянскую деревню приезжает молодой учитель Александр, большевик, он помогает местным жителям осознать своих классовых врагов и начать бороться за справедливое устройство жизни.

## В ролях
- Армен Джигарханян — Александр, учитель
- Грачья Нерсесян — дед Артин
- Гурген Джанибекян — Аракел-ага
- Хорен Абрамян — Манас
- Вахинак Маргуни — Асатур
- Гурген Акопян — Оган-даи
- Арусь Худанян — Мина
- Сос Саркисян — Егор
- Манана Абуева — Хонар
- Айкуи Гарагаш — Акир
- Тинатин Белоусова — Осан

## Критика
Фильм был признан слабой работой, неравномерной — в критической литературе отмечалось, что лишь в редких кадрах и сценах режиссер и оператор «как бы обретают неизвестную им доселе выразительную мощь», но в целом картина, лишённая целостности и единства, оставляет двойственное чувство. Проблематику фильма режиссёр не смог воплотить в художественные образы, и сам по себе слабый сценарий подверг сокращению, что приводит к недоразумениям и неясности взаимоотношений героев.

Хромает, как это часто бывает в фильмах Мелик—Авакяна, композиция. Режиссер не всегда умеет и последовательно рассказать о событиях. … В картине есть эпизоды, снятые неплохо, с кинематографической выдумкой (выборы старосты, разговор учителя с Аракелом, сцена, в которой мы видим Манаса после убийства солдата). Они свидетельствуют об определенном профессиональном росте Мелик-Авакяна, ибо, несмотря на целый ряд недостатков, фильм этот, несомненно, стоит выше предыдущей работы постановщика.— Кинематография Армении: сборник статей / Отв. ред. Г. Чахирьян. — М.: Издательство восточной литературы, 1962. — 346 с. — с. 113—115
Кинокритик Сабир Ризаев среди множества недостатков фильма отметил слабый актёрский состав, отсутствие финала, но увидел в фильме рост режиссёра по сравнению с ранними фильмами:

При экранном воплощении многое из задуманных постановщиком мотивов не было осуществлено ввиду неудачного подбора артистов на главные роли .Единственными и достоверными персонажами фильма оказались Рачья Нерсесян в роли деда Артина и Гурген Джанибекян в роли Кехви — старосты села. Постановщику хорошо удались бытовые сцены, в которых он добился художественного выражения колорита жизни армянской деревни. … Фильм оставляет двойственное впечатление, в нём много интересных режиссерских находок, создана достоверная атмосфера, вылеплены сочные фигуры крестьян, но вместе с тем не четко выражен идейный замысел.— Армянская художественная кинематография / Сабир Ризаев. — Издательство Академии наук Армянской ССР, 1963. — 383 с. — с. 334